# Vin Diesel
Vin Diesel, pseudonimo di Mark Vincent Sinclair (Alameda, 18 luglio 1967), è un attore, produttore cinematografico, regista e sceneggiatore statunitense.

Firma di Vin Diesel

È diventato famoso alla fine degli anni novanta per le sue apparizioni in diversi film hollywoodiani di successo tra cui Salvate il soldato Ryan (1998), Pitch Black (2000), xXx (2002) e soprattutto per il ruolo di Dominic Toretto nella famosa serie di film Fast & Furious. È inoltre il fondatore della Tigon Studios, della One Race Films e della Racetrack Records.
Nell'agosto del 2013, l'attore riceve la stella sulla Hollywood Walk of Fame.
Nel 2017 viene inserito dalla rivista Forbes al terzo posto degli attori più pagati, con un guadagno di 54,5 milioni di dollari e risulta l'attore di maggior incasso al botteghino, totalizzando 1,6 miliardi di dollari.

## Biografia

### Gli inizi

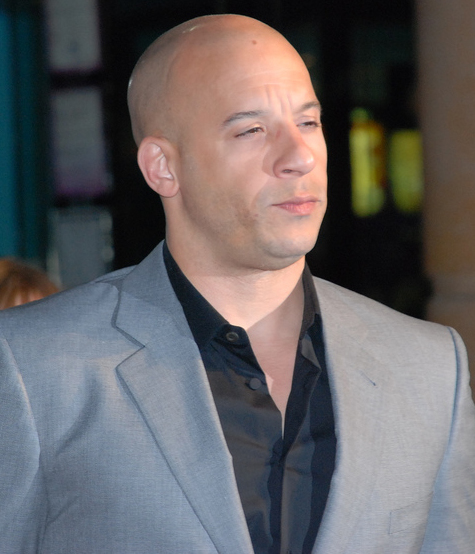
Vin Diesel alla prima di Fast & Furious - Solo parti originali (2009)

Mark Vincent Sinclair nacque nella contea di Alameda il 18 luglio 1967. Sua madre ha antenati inglesi, tedeschi e scozzesi. Diesel non ha mai conosciuto il padre biologico, e ha dichiarato che "tutto ciò che so da mia madre è che ho collegamenti con molte culture differenti". Ha un fratello gemello di nome Paul, un fratello più giovane di nome Tim e una sorella di nome Samantha. In un'intervista al Late Night with Conan O'Brien, disse di aver iniziato a farsi chiamare "Vin Diesel" mentre, per mantenersi, lavorava come buttafuori al Tunnel, un nightclub di New York, ambiente nel quale non si usa quasi mai il proprio nome di battesimo. Il nome "Vin" è un'abbreviazione di "Vincent", il suo secondo nome, mentre "Diesel" deriva dal soprannome con cui gli amici lo chiamavano in riferimento al suo carattere grintoso.
All'età di 7 anni Diesel prese parte alla rappresentazione teatrale per bambini Dinosaur Door, scritta da Barbara Garson e prodotta al Theater for the New City di Greenwich Village. Venne incluso nella rappresentazione, assieme a suo fratello e ad alcuni suoi amici, come una sorta di "punizione" per aver recato danno al teatro qualche tempo prima. Diesel rimase affascinato dal recitare a tal punto dal cominciare a studiare recitazione: scrisse qualche sceneggiatura durante il periodo degli studi al College.
Sin dai primi anni novanta Diesel fu un attivo film-maker. Nel 1990 appare come comparsa nel film Risvegli, recitando la parte di un inserviente dell'ospedale.
Nel 1994 scrive e dirige il cortometraggio Multi-Facial che, nonostante il basso costo di produzione (tremila dollari) venne rappresentato al Festival di Cannes del 1995. Il film tratta le esperienze e le difficoltà di un attore che cerca lavoro. Diesel si è sempre identificato come un "attore dalle molte facce".
Nel 1997 Diesel dirige il suo primo film, Strays, un dramma urbano di un boss di una gang; nonostante il film non riscuotesse il successo sperato, l'emittente televisiva MTV ne realizzò una serie televisiva. L'anno successivo fu contattato da Steven Spielberg che, colpito dal corto Multi-Facial, decise di scritturarlo nel famosissimo film di guerra Salvate il soldato Ryan in un ruolo scritto appositamente per lui, il soldato Caparzo.

### Il successo

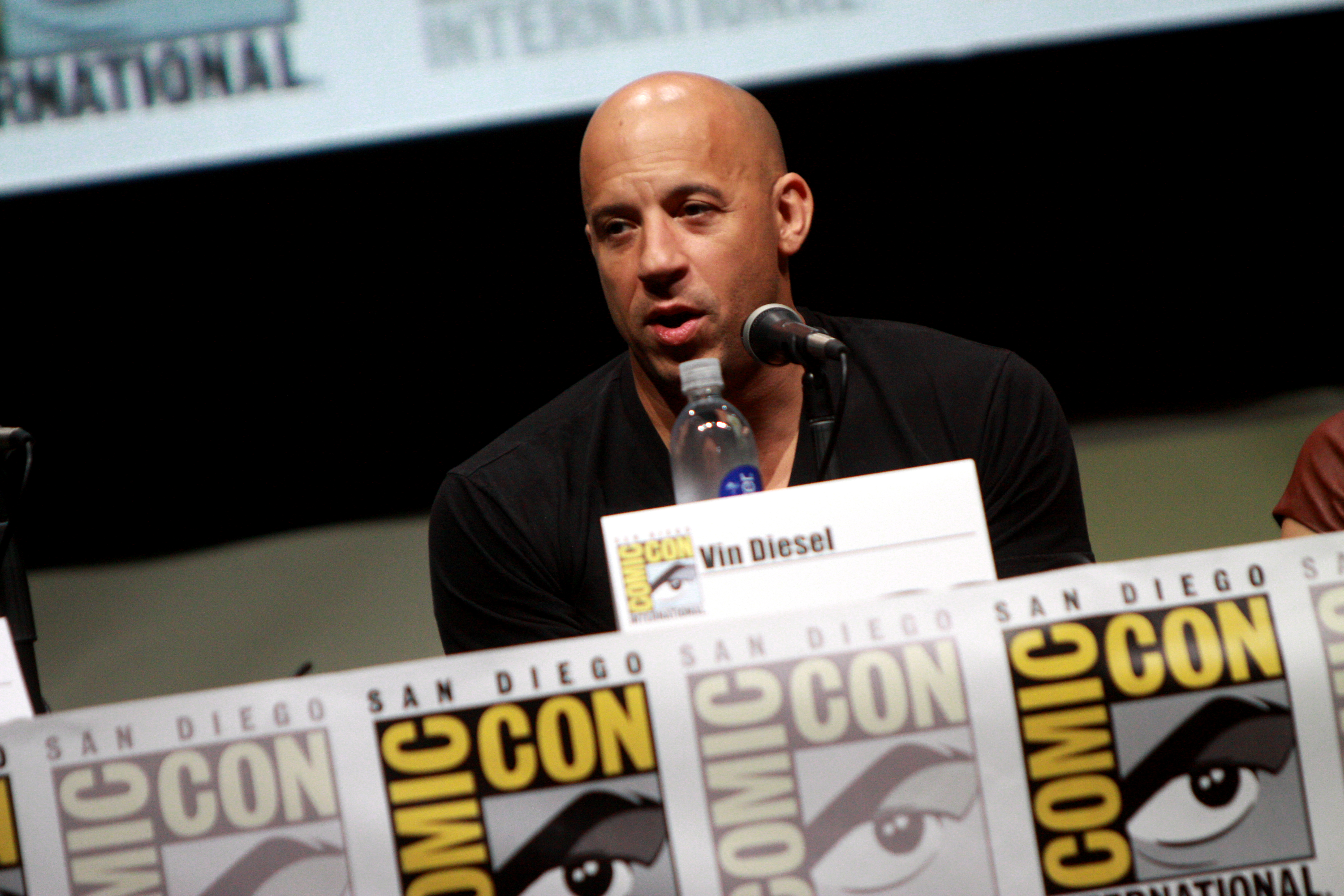
Vin Diesel al San Diego Comic-Con International per la conferenza del film Riddick (2013)

Dopo aver prestato la sua voce al doppiaggio del film d'animazione Il gigante di ferro (1999), Diesel recita un ruolo di maggior rilievo nel film 1 chilometro da Wall Street (2000). Sempre nello stesso anno interpretò il personaggio del criminale spaziale Riddick in Pitch Black (2000), un film di fantascienza a basso budget ma divenuto un cult del genere. Nel 2001 interpreta Dominic Toretto in Fast and Furious, primo capitolo di una fortunata serie: il successo è grandissimo e Vin Diesel viene lanciato come superstar di fama mondiale. L'anno successivo è Xander Cage in xXx, che incassa 277 milioni di dollari in tutto il mondo.
Diesel fu contattato per girare anche 2 Fast 2 Furious ma declinò l'offerta; questo film è l'unico della serie in cui non ha preso parte. Stessa decisione per quanto riguarda il sequel di xXx, xXx 2: The Next Level. Nel 2003 interpreta il poliziotto Vetter nel film Il risolutore: il film, nonostante fosse realizzato con cura, fu penalizzato da una sceneggiatura che fu ritenuta non adatta per il tema trattato.
Il successo di Pitch Black fece sì che ne venisse prodotto un seguito, The Chronicles of Riddick (2004). Venne contattato per interpretare l'antagonista nel film Doom (2005) ma rifiutò la parte che venne data a Dwayne Johnson. Nel 2005 ha interpretato Missione Tata, film commedia solo ironicamente anche d'azione: la ragione per cui Diesel decise di partecipare a questo film (insolito per la sua fama da duro) sarebbe stata la devozione che ha nei confronti della nonna, preoccupata che il nipote avesse una reputazione troppo da "ragazzaccio di Hollywood".

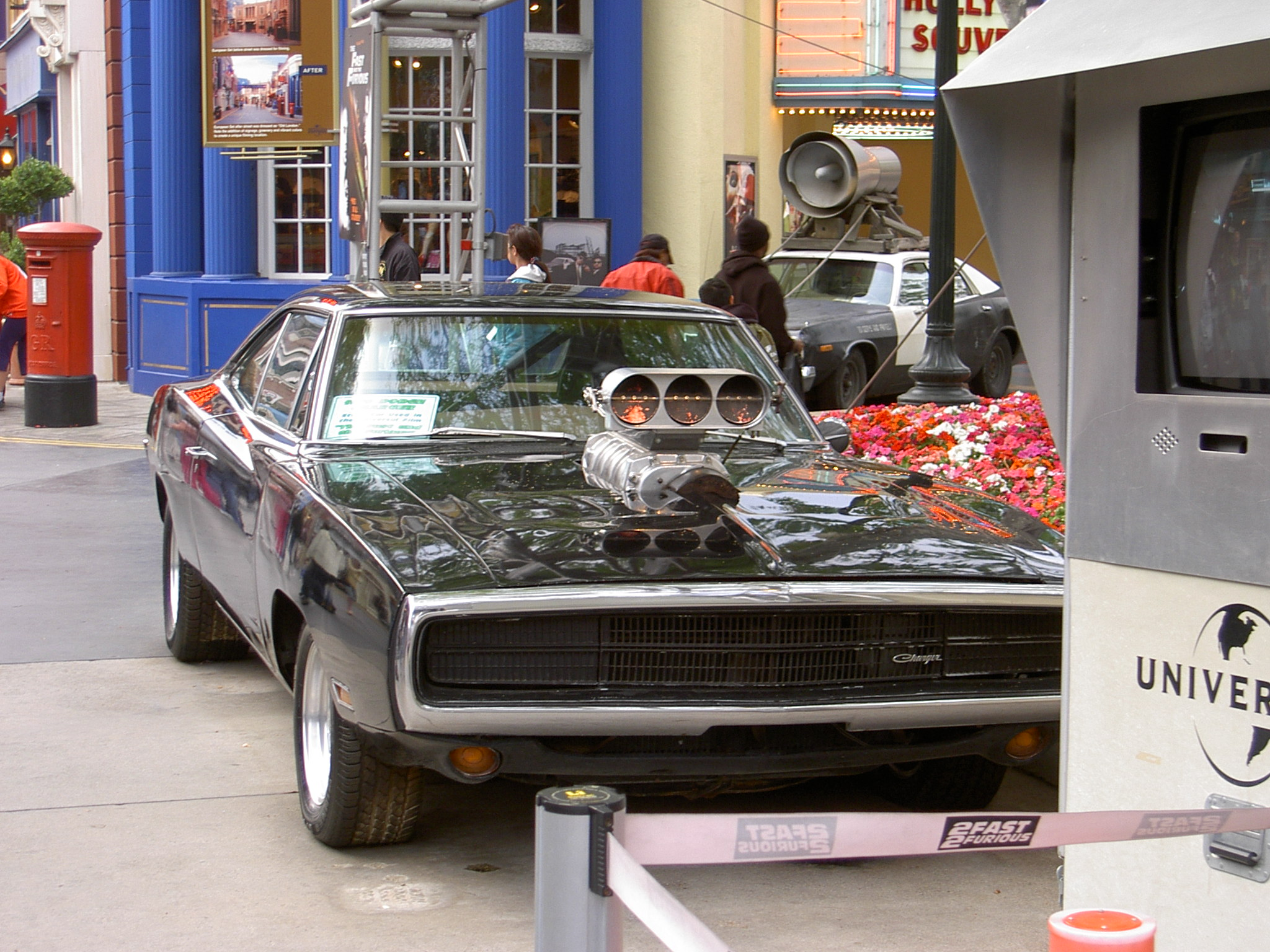
L'auto principale di Vin, una Dodge Charger, nei film Fast & Furious

Nel 2006, oltre a un cameo in The Fast and the Furious: Tokyo Drift, ha interpretato Giacomo DiNorscio nel film Prova a incastrarmi di Sidney Lumet in un ruolo molto diverso da quello dei suoi precedenti film. Sebbene la sua interpretazione fosse approvata dai critici, il film risultò un flop ai botteghini.
Nel 2007 produce Hitman - L'assassino, film ispirato all'omonimo videogioco e che ha come protagonista l'Agente 47. Inizialmente anche il ruolo di protagonista doveva essere interpretato da Diesel, ruolo che poi venne affidato a Timothy Olyphant. L'anno dopo esce Babylon A.D. dove Diesel interpreta il protagonista Toorop. Sempre nel 2007 Diesel ha comunicato di voler girare (sia come regista e produttore sia come attore) il film ''Hannibal the Conqueror'' che narra l'ascesa e la caduta del generale cartaginese Annibale.
Nel 2009 riprende i panni di Dominic Toretto nel film Fast & Furious - Solo parti originali il quarto della serie. Il film ottiene un grande successo, incassando più di quanto i precedenti capitoli abbiano fatto; tale successo spinge la produzione a girare il quinto capitolo della saga, Fast & Furious 5, nei quali Diesel oltre a recitare è il co-produttore.
Nel 2011 condivide per la prima volta lo schermo con l'amico Dwayne Johnson in Fast & Furious 5. Il film incassa $626,137,675.. Con questo film e con l'ingresso di The Rock, la serie Fast and Furious si trasforma sempre più in un ensemble d'azione con incassi sempre più alti.

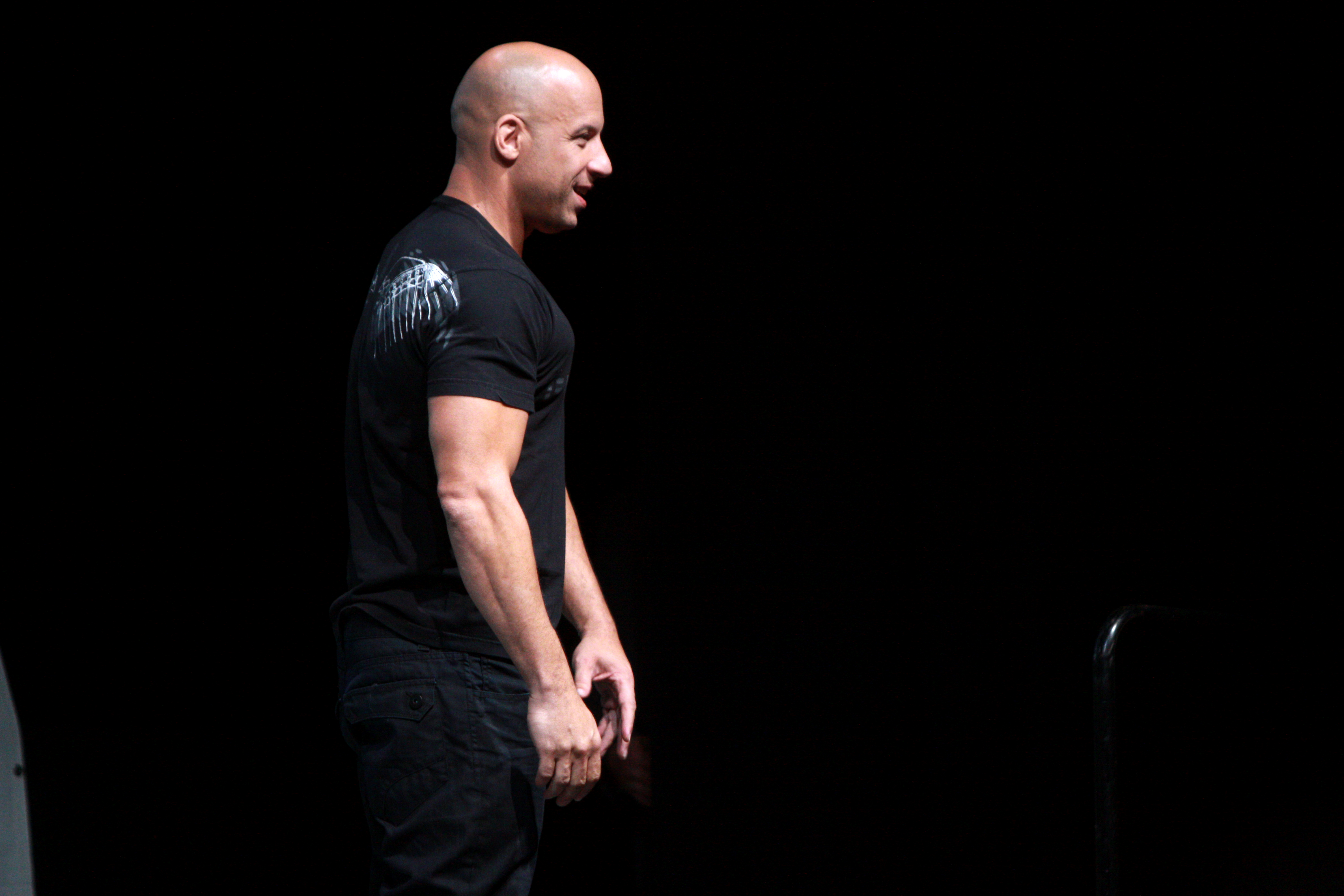
Vin Diesel al San Diego Comic-Con International per la conferenza di Riddick (2013)

Nell'agosto del 2013, dopo il successo mondiale di Fast & Furious 6, che ottiene critiche positive e incassa un totale di 788 milioni di dollari, l'attore riceve la sua stella sulla Hollywood Walk of Fame.
Sempre nel 2013 riprende i panni del criminale spaziale Riddick nell'omonimo film.
Nel 2014 l'attore presta la sua voce e movenze al personaggio di Groot, supereroe alieno presente nel film Marvel, Guardiani della Galassia.
L'anno successivo esce nelle sale Fast & Furious 7, da lui interpretato e prodotto; riscuotendo un enorme successo in pochi giorni, dovuto anche al tributo rivolto al protagonista della serie Paul Walker, morto nel novembre 2013. Al cast della saga di Fast and Furious si aggiunge anche Jason Statham nel ruolo del principale antagonista. Il film diventa l'undicesimo maggiore incasso della storia del cinema, nonché il film della serie Fast and Furious con gli incassi maggiori.
Nell'aprile 2015 lascia le impronte di mani e piedi sul cemento di fronte al Chinese Theatre di Los Angeles.
Nel 2015, dopo l'enorme successo di Fast & Furious 7 (più di 1,5 miliardi di dollari d'incasso), viene confermata la sua presenza nel nuovo capitolo della saga, Fast & Furious 8, primo di una nuova trilogia che chiuderà la serie. Inoltre nel 2015 fu protagonista del film The Last Witch Hunter - L'ultimo cacciatore di streghe (The Last Witch Hunter), regia di Breck Eisner (2015), dove insieme a Michael Caine interpreta un immortale che dà la caccia alle streghe che non rispettano gli accordi.
Nel 2017 riprende nuovamente i panni dell'agente segreto Xander Cage in xXx - Il ritorno di Xander Cage, sequel di xXx e xXx 2: The Next Level, che ha un grande successo commerciale, incassando oltre 346 milioni di dollari in tutto il mondo contro un budget di produzione di 85 milioni di dollari, diventando il film di maggior incasso sia del franchise che dei Revolution Studios.

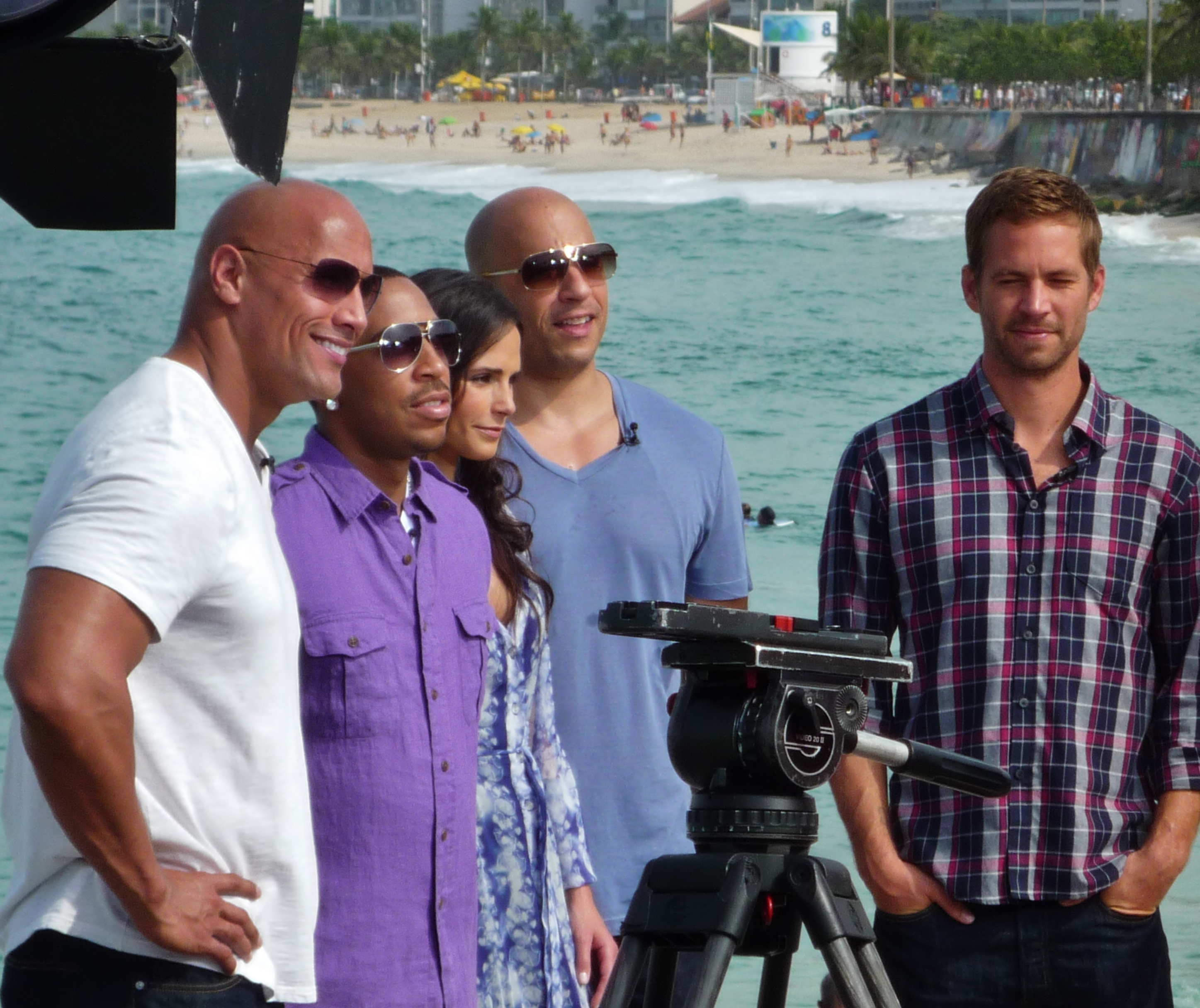
Vin Diesel con il cast di Fast & Furious 5 nel 2011

Sempre nel 2017 esce Fast & Furious 8, che insieme a Fast & Furious 7, è uno dei due film della saga ad aver raggiunto e superato il miliardo d'incassi. La sintonia fra i personaggi di Johnson e Statham e il loro apprezzamento da parte del pubblico spingono i produttori della Universal Pictures a ipotizzare uno spin-off con protagonisti Dwayne Johnson e Jason Statham, incentrato sui personaggi di Luke Hobbs e Deckard Shaw. Successivamente viene confermato che lo spin-off, diretto da David Leitch, arriverà nelle sale statunitensi il 2 agosto 2019, facendo slittare le riprese e l'uscita del nono capitolo della saga principale con Vin Diesel. In questo contesto i rapporti fra The Rock e Vin Diesel si inaspriscono e Luke Hobbs scomparirà dalla serie principale di Fast and Furious, fino al suo ritorno nei titoli di coda del decimo capitolo, quando i rapporti fra le due star si saranno riappianati.
Nell'agosto del 2017 viene inserito dalla rivista Forbes al terzo posto degli attori più pagati, con un guadagno di 54,5 milioni di dollari.
Nel 2017 è stato l'attore di maggior incasso al botteghino, totalizzando 1,6 miliardi di dollari.
Diesel ha ripreso il ruolo di Groot nel film Marvel Guardiani della Galassia Vol. 2 (2017) e nei film crossover, Avengers: Infinity War (2018) e Avengers: Endgame (2019) che hanno combinato le squadre di supereroi di Guardiani della Galassia e The Avengers. Ha detto: "Stiamo aspettando tutti di vedere Groot e Hulk combattere insieme".
Diesel ha contrattato con la Valiant Comics per interpretare il personaggio Bloodshot nel film con lo stesso nome previsto in uscita nel 2020. Inoltre avrebbe dovuto avere un ruolo nel film di James Cameron, Avatar - La via dell'acqua, ma il suo personaggio non è poi apparso nel film, benché l'attore abbia confermato la sua presenza nei sequel.
Nel 2021 riprende il ruolo di Dominic Toretto nel film Fast & Furious 9 - The Fast Saga per poi annunciare l'uscita del decimo capitolo della serie, in uscita il 18 maggio 2023. Viene inoltre svelato che la saga si fermerà al dodicesimo capitolo.
Nel 2023 Vin Diesel riprende ancora il ruolo di Groot nel film Guardiani della Galassia Vol. 3 e poi nuovamente il ruolo di Dominic Toretto in Fast X, che ha un grande successo di pubblico, ma risulta comunque un insuccesso dal punto di vista commerciale a causa dell'altissimo budget investito.

## Vita privata
Vin Diesel espresse più volte il suo affetto per la Repubblica Dominicana, in particolare per le numerose sfaccettature multiculturali. Conobbe anche il presidente Leonel Fernández facendolo comparire nelle prime campagne pubblicitarie del corto Los Bandoleros, filmato proprio nella Repubblica Dominicana.
Nel 2001, durante le riprese di Fast and Furious, ha avuto una relazione con la co-protagonista Michelle Rodriguez, affermando che tutto partì da un appuntamento che i due si diedero in Europa. Il motivo per cui i due scelsero l'Europa, dove i loro volti erano meno conosciuti, fu che "lì le celebrità possono avere appuntamenti senza avere per forza una relazione".

Diesel disse di voler mantenere una certa riservatezza riguardo alla sua vita personale: 
(Vin Diesel)
Dal 2007 è legato alla modella Paloma Jiménez, da cui ha avuto tre figli: Hania Riley (2008); Vincent (2010) e Pauline (2015), quest'ultima così chiamata in onore dell'amico e collega Paul Walker, morto in un incidente stradale nel 2013. Parlando al giornale irlandese Ant Eolas, Diesel affermò che, pur essendo consapevole di essere generalmente ritenuto un uomo duro, grazie alla paternità sta sviluppando un "tenero lato paterno".

## Filmografia

### Attore

#### Cinema
- Risvegli (Awakenings), regia di Penny Marshall (1990)
- Multi-Facial, regia di Vin Diesel – cortometraggio (1995)
- Strays, regia di Vin Diesel (1997)
- Salvate il soldato Ryan (Saving Private Ryan), regia di Steven Spielberg (1998)
- 1 km da Wall Street (Boiler Room), regia di Ben Younger (2000)
- Pitch Black, regia di David Twohy (2000)
- Fast and Furious (The Fast and the Furious), regia di Rob Cohen (2001)
- Compagnie pericolose (Knockaround Guys), regia di Brian Koppelman e David Levien (2001)
- xXx, regia di Rob Cohen (2002)
- Il risolutore (A Man Apart), regia di F. Gary Gray (2003)
- The Turbo-Charged Prelude for 2 Fast 2 Furious, regia di Philip G. Atwell – cortometraggio (2003) – filmati d'archivio
- The Chronicles of Riddick, regia di David Twohy (2004)
- Missione tata (The Pacifier), regia di Adam Shankman (2005)
- Prova a incastrarmi - Find Me Guilty (Find Me Guilty), regia di Sidney Lumet (2006)
- The Fast and the Furious: Tokyo Drift, regia di Justin Lin (2006) – cameo non accreditato
- Babylon A.D., regia di Mathieu Kassovitz (2008)
- Fast & Furious - Solo parti originali (Fast & Furious), regia di Justin Lin (2009)
- Los Bandoleros, regia di Vin Diesel – cortometraggio (2009)
- Fast & Furious 5 (Fast Five), regia di Justin Lin (2011)
- Fast & Furious 6 (Furious 6), regia di Justin Lin (2013)
- Riddick, regia di David Twohy (2013)
- Fast & Furious 7 (Furious 7), regia di James Wan (2015)
- The Last Witch Hunter - L'ultimo cacciatore di streghe (The Last Witch Hunter), regia di Breck Eisner (2015)
- Billy Lynn - Un giorno da eroe (Billy Lynn's Long Halftime Walk), regia di Ang Lee (2016)
- xXx - Il ritorno di Xander Cage (xXx: Return of Xander Cage), regia di D. J. Caruso (2017)
- Fast & Furious 8 (The Fate of the Furious), regia di F. Gary Gray (2017)
- Bloodshot, regia di David S. F. Wilson (2020)
- Fast & Furious 9 - The Fast Saga (F9: The Fast Saga), regia di Justin Lin (2021)
- Fast X, regia di Louis Leterrier (2023)
- Riddick: Furia (2026)

#### Televisione
- The Chronicles of Riddick: Into Pitch Black, regia di M. David Melvin – film TV (2000)

### Doppiatore

#### Cinema
- Il gigante di ferro (The Iron Giant), regia di Brad Bird (1999)
- The Chronicles of Riddick: Dark Fury, regia di Peter Chung (2004)
- The Chronicles of Riddick: Escape from Butcher Bay – videogioco (2004)
- Wheelman – videogioco (2009)
- The Chronicles of Riddick: Assault on Dark Athena – videogioco (2009)
- Guardiani della Galassia (Guardians of the Galaxy), regia di James Gunn (2014)
- Guardiani della Galassia Vol. 2 (Guardians of the Galaxy Vol. 2), regia di James Gunn (2017)
- Avengers: Infinity War, regia di Anthony e Joe Russo (2018)
- Ralph spacca Internet (Ralph Breaks the Internet), regia di Phil Johnston e Rich Moore (2018)
- Avengers: Endgame, regia di Anthony e Joe Russo (2019)
- Fast & Furious - Piloti sotto copertura (Fast & Furious Spy Racers) – serie animata, 4 episodi (2019, 2021)
- Fast & Furious Crossroads – videogioco (2020)
- Thor: Love and Thunder, regia di Taika Waititi (2022)
- Guardiani della Galassia Vol. 3 (Guardians of the Galaxy Vol. 3), regia di James Gunn (2023)

#### Televisione
- I Am Groot – serie animata, 10 episodi (2022-in corso)
- Guardiani della Galassia Holiday Special (The Guardians of the Galaxy Holiday Special), regia di James Gunn – special TV (2022)
- Ark: The Animated Series – serie animata, 2 episodi (2024)

### Regista
- Multi-Facial – cortometraggio (1995)
- Strays (1997)
- Short Diversity 5 – cortometraggio (2000)
- Los Bandoleros – cortometraggio (2009)
- The Ropes – serie TV, episodio 1x02 (2012)

### Produttore
- Multi-Facial, regia di Vin Diesel – cortometraggio (1995)
- Strays, regia di Vin Diesel (1997)
- xXx, regia di Rob Cohen (2002)
- Il risolutore (A Man Apart), regia di F. Gary Gray (2003)
- The Chronicles of Riddick, regia di David Twohy (2004)
- The Chronicles of Riddick: Escape from Butcher Bay - videogioco (2004)
- Hitman - L'assassino (Hitman), regia di Xavier Gens (2007)
- The Chronicles of Riddick: Assault on Dark Athena - videogioco (2009)
- Fast & Furious - Solo parti originali (Fast & Furious), regia di Justin Lin (2009)
- Wheelman - videogioco (2009)
- Los Bandoleros, regia di Vin Diesel – cortometraggio (2009)
- Fast & Furious 5, regia di Justin Lin (2011)
- The Ropes - serie TV, 18 episodi (2011-2012)
- Fast & Furious 6, regia di Justin Lin (2013)
- Riddick, regia di David Twohy (2013)
- Fast & Furious 7, regia di James Wan (2015)
- xXx - Il ritorno di Xander Cage (xXx: Return of Xander Cage), regia di D. J. Caruso (2017)
- Fast & Furious 8 (The Fate of the Furious), regia di F. Gary Gray (2017)
- Fast & Furious 9 - The Fast Saga (F9: The Fast Saga), regia di Justin Lin (2021)
- Fast X, regia di Louis Leterrier (2023)
- A War Hero 3.0, regia di Enzo Zelocchi – documentario (2023)

### Sceneggiatore
- Multi-Facial, regia di Vin Diesel – cortometraggio (1995)
- Strays, regia di Vin Diesel (1997)
- Los Bandoleros, regia di Vin Diesel – cortometraggio (2009)
- The Ropes - serie TV, episodi 1x01-1x02 (2012)

## Discografia

### Singoli
| Anno | Data          | Singolo         | Album        |
| ---- | ------------- | --------------- | ------------ |
| 2020 |               | Feels Like I Do | Nessun album |
| 2020 | Days Are Gone |                 | Nessun album |

## Riconoscimenti

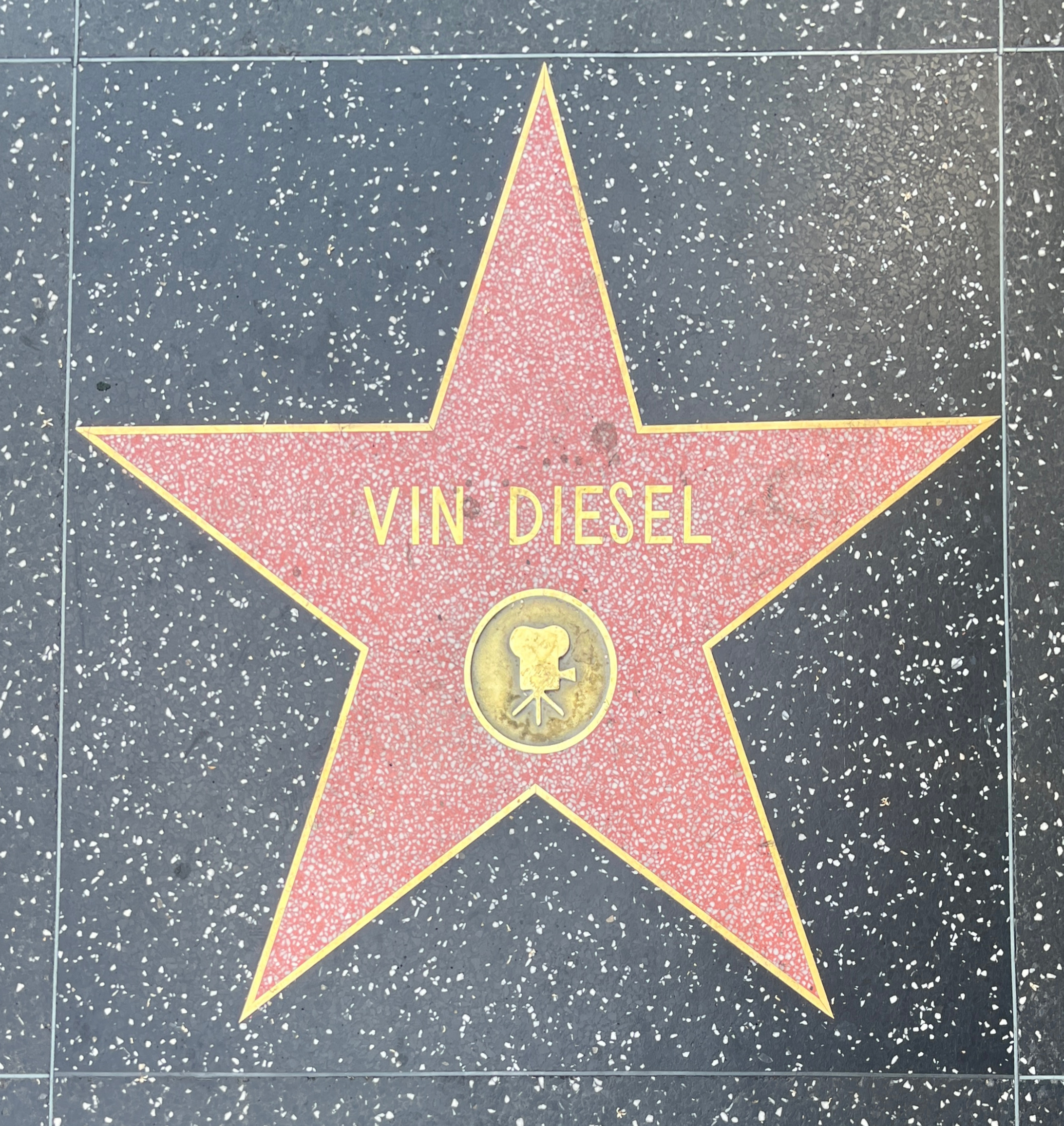
La Stella di Vin Diesel sulla Hollywood Walk of Fame

- 2001 – Blockbuster Entertainment Awards
  - Candidatura per l'attore preferito per Pitch Black
- 2011 - Teen Choice Awards[48]
  - Candidatura al Choice Movie Actor - Action per Fast & Furious 5
- 2014 - MTV Movie Awards
  - Miglior coppia a Vin Diesel e Paul Walker per Fast & Furious 6
- 2015 – MTV Movie Awards[49][50]
  - Candidatura come miglior coppia con Bradley Cooper per Guardiani della Galassia
- 2015 – Teen Choice Awards[51]
  - Candidatura come miglior attore in un film d'azione per Fast & Furious 7
  - Candidatura per la miglior intesa in un film (condivisa con tutto il cast) per Fast & Furious 7
- 2017 - Teen Choice Awards[52]
  - Candidatura per il miglior attore in un film d'azione per xXx - Il ritorno di Xander Cage
  - Candidatura per il miglior attore in un film d'azione per Fast & Furious 8

## Doppiatori italiani
Nelle versioni in italiano delle opere in cui ha recitato, Vin Diesel è stato doppiato da:
- Massimo Corvo in Pitch Black, Fast and Furious, The Chronicles of Riddick, Missione tata, The Fast and the Furious: Tokyo Drift, Babylon A.D., Fast & Furious - Solo parti originali, Fast & Furious 5, Fast & Furious 6, Riddick, Fast & Furious 7, The Last Witch Hunter - L'ultimo cacciatore di streghe, Fast & Furious 8, Bloodshot, Fast & Furious 9 - The Fast Saga, Fast X
- Francesco Pannofino in xXx, Il risolutore, Prova a incastrarmi - Find Me Guilty, xXx - Il ritorno di Xander Cage
- Roberto Pedicini in Strays
- Pasquale Anselmo in Salvate il soldato Ryan
- Nanni Baldini in 1 km da Wall Street
- Valerio Sacco in Compagnie pericolose
- Alessandro D'Errico in Billy Lynn - Un giorno da eroe

Da doppiatore è sostituito da:
- Massimo Corvo in Il gigante di ferro, The Chronicles of Riddick: Dark Fury, Wheelman, Guardiani della Galassia, Guardiani della Galassia Vol. 2, Avengers: Infinity War, Avengers: Endgame, Thor: Love and Thunder, Guardiani della Galassia Holiday Special, Guardiani della Galassia Vol. 3
- Marco Fumarola in Ralph spacca Internet
- Roberto Draghetti in Fast & Furious - Piloti sotto copertura
- Stefano Broccoletti in I Am Groot